# Lygodactylus miops
Lygodactylus miops är en ödleart som beskrevs av  Günther 1891. Lygodactylus miops ingår i släktet Lygodactylus och familjen geckoödlor. IUCN kategoriserar arten globalt som livskraftig. Inga underarter finns listade i Catalogue of Life.